# 乔恩·沃茨
喬恩·沃茨（英語：Jon Watts，1981年6月28日—），美國電影導演，製片人和編劇。他曾執導電影《小丑》（2014年）和《警車》（2015年）和電視劇《洋蔥新聞網》（Onion News Network）。
喬恩·沃茨曾指導和聯合編寫漫威工作室和索尼製作的電影《蜘蛛人：返校日》，電影於2017年7月7日上映。

## 简介
乔恩·沃茨出生并成长于美国科罗拉多州喷泉，他在纽约大学学习电影。
在参与导演工作之前，乔恩·沃茨在广告制作公司Park Pictures工作。他在竞选指导《蜘蛛侠：英雄回归》时，他露出在胸口纹的蜘蛛侠纹身，使自己“在现场脱颖而出”。

## 電影生涯
沃茨的電影生涯始於簡短的《粘土人的驕傲：在美國成為粘土人》。一部黏土化電影，是一部關於同性戀問題的諷刺電影，主角史蒂夫·湯普森（Steve Thompson）飾演“黏土”。在接下來的十年中，沃茨將繼續製作短片，並為包括Fatboy Slim，Cutie的Death Cab，Relient K，Sleigh Bells和廣播電視在內的各種藝術家導演幾部MV。
沃茨的故事片導演處女作是2014年的恐怖電影《小丑》。沃茨和他的朋友為一部電影製作了一個假的預告片，內容是關於一個父親試穿他在地下室發現的舊服裝後變成了殺手小丑。將預告片上傳到YouTube後，艾利·羅斯與沃茨聯繫，要求拍成長片版。
沃茨的下一部電影是2015年的驚悚片《警車》。這部電影講述了兩個小男孩，他們偷了一輛廢棄的警車，並被殺人犯的主人凱文·培根飾演的警長追捕。沃茨在一次採訪中透露，這部電影的想法來自他小時候的一個夢想。
沃茨隨後執導了《蜘蛛人：返校日》。沃茨如此堅定地擔任這部電影的導演，以至於他承認，他已經將漫威為蜘蛛俠電影製作的假預告片發送給他們，從而“孕育了”漫威。他承認自己很驚訝，直到最後一刻才知道自己會得到這份工作。沃茨執導了電影的2019年續集《蜘蛛人：離家日》。據報導，他變得越來越專心於特許經營，甚至開始了自己的稀有蜘蛛的廣泛收藏。沃茨將繼續執導定於2021年12月17日發行的《蜘蛛人：無家日》。他還被確認將執導《驚奇4超人：第一步》，該片設定在漫威電影宇宙之中，但最后选择退出。

## 作品

### 电影
| 2014 | 小丑            | 是 | 否 | 是   |  |
| 2015 | 警車            | 是 | 是 | 是   |  |
| 2017 | 蜘蛛人：返校日  | 是 | 否 | 是   |  |
| 2019 | 蜘蛛人：離家日  | 是 | 否 | 否   |  |
| 2021 | 蜘蛛人：無家日  | 是 | 否 | 否   |  |
| 2024 | 惡狼特工        | 是 | 是 | 是   |  |
| 2025 | 絕命終結站 血脈 | 否 | 是 | 故事 |  |

#### 其它
- 性感野兽（Sexy Beast）（2000年）
- 我可以看到你（I Can See You）（2008） - 扮演“杰克”
- 自然选择（Natural Selection）（2011） - 副制片人
- 机器人与弗兰克（Robot & Frank）（2012） - 感谢人
- 创意控制（Creative Control）（2015） - 扮演：“商业导演”

### 电视剧
| 2011 | 洋葱新闻网 | 是 | 是 | 否 | 导演：第10集 联合制片人：第11集 |